# Strontmosfamilie
De strontmosfamilie (Splachnaceae) is een familie uit de orde Splachnales. Veel soorten uit deze familie zijn coprofiel.

## Geslachten
De strontmosfamilie omvat de onderstaande zes geslachten:
- Aplodon
- Moseniella
- Splachnum
- Tayloria
- Tetraplodon
- Voitia